# Ipulo
L’ipulo (ou assumbo, asumbo, badzumbo) est une langue bantoïde méridionale tivoïde, parlée au Cameroun dans la région du Sud-Ouest, le département du Manyu, l'arrondissement d'Akwaya, au sud et au sud-est de la ville d'Akwaya, également dans le département du Menchum de la région du Nord-Ouest.
En 1990 on a dénombré environ 2 500 locuteurs au Cameroun. 

## Écriture
| A | B | D | E | Ə | F | G | Gb | Gh | H | I | K | Kp | L | M | Mb | Mgb | N | Nd | Ny | Nz | Ŋ | Ŋg | O | P | S | Sh | T | U | V | W | Y |
| a | b | d | e | ə | f | g | gb | gh | h | i | k | kp | l | m | mb | mgb | n | nd | ny | nz | ŋ | ŋg | o | p | s | sh | t | u | v | w | y |